# Terreiro Loba’Nekun Filho
Terreiro Loba Nekun Filho, também grafado como Terreiro Loba'Nekum Filho, ou Casa de Mãe Lira, é um terreiro de Candomblé nagô, localizado em Cachoeira, Bahia, Brasil.  Foi fundado por Amazilia Matias da Conceição (1906-1997), mais conhecida como Mãe Lira de Iemanjá Ogunté. Ao contrário de outros terreiros que cobrem grandes espaços urbanos ou rurais, o Terreiro Loba Nekun Filho está localizado em uma casa geminada, comprida e estreita, de um só andar. O terreiro é protegido como patrimônio cultural pelo estado da Bahia.

## História
O Terreiro Loba Nekun Filho foi fundado em 1930 por Amazilia Matias da Conceição (1906-1997), mais conhecida como Mãe Lira de Iemanjá Ogunté. Mãe Lira foi iniciada por Miguel Ângelo Barreto, o Miguel Pequeno, no Terreiro Loba'Nekun, um terreiro de candomblé em Terra Vermelha, zona rural ao norte da cidade de Cachoeira. Ela foi dedicada à orixá (divindade) Iemanjá. Mãe Lira tinha 17 anos na época de sua iniciação e deixou o Terreiro Loba'Nekun em 1925 para fundar um terreiro independente, chamado Terreiro Loba Nekun Filho. Mãe Lira e os membros dos terreiros são de origem nagô, descendentes de escravizados de povos de língua iorubá, dos atuais países Nigéria e Benin.
A liderança do terreiro foi passada para Zuleide da Paixão Lima, mais conhecida como Mãe Ledinha de Oyá, após a morte de Mãe Lira. Mãe Ledinha é sobrinha do fundador. O terreiro foi ampliado após a morte de Mãe Lira para ocupar uma casa estreita e adjacente.

## Localização
O Terreiro Loba Nekun Filho está localizado em uma rua que desce dos fundos da Igreja de Nossa Senhora do Monte, construída em 1795. Diferentemente de outros terreiros de candomblé da cidade de Cachoeira, está localizado no centro urbano de Cachoeira. O terreiro fica em meio a uma longa fileira de casas térreas geminadas.
O Terreiro Loba Nekun Filho está localizado em um sobrado comprido e estreito. A parte posterior do terreiro abre-se para um pequeno quintal.

## Festas
O Terreiro Loba Nekun Filho realiza festas públicas em junho, agosto e dezembro. A festa de 2 de junho coincide com uma comemoração pública em homenagem à Independência da Bahia. Eles incluem uma oferenda de água ao orixá Iemanjá, bem como celebrações em homenagem a Obaluaê, Ogum, Oxóssi, Xangô e ao Caboclo Juremeira, uma divindade popular ameríndia brasileira.
- Junho: Iemanjá, Ogum, Oxóssi, Xangô
- Agosto: Nanã e Obaluaê
- Dezembro: Caboclo Juremeira

## Tombamento
O Terreiro Loba Nekun Filho é Patrimônio Imaterial pelo Instituto do Patrimônio Artístico e Cultural da Bahia (IPAC) sob o Decreto nº. 15.681 de 2014, inscrito no Livro do Registro Especial de Espaços de Práticas Culturais Coletivas.
| “                   | No dia 19 de novembro de 2014, às 17h30, no Salão de Atos Baianas de Acarajé, da Governadoria, localizado no Centro Administrativo da Bahia, o então Governador da Bahia, Jaques Wagner, com a presença de várias autoridades e representantes dos terreiros, assinou os dez decretos de Registro Especial, tornando os terreiros Asepò Erán Opé Olùwa – Viva Deus, Aganjú Didê – Ici Mimó, Loba’Nekun, Loba’Nekun Filha, Humpame Ayono Huntoloji, Ilê Axé Itaylê, Inzo Incossi Mukumbi Dendezeiro, Ogodô Dey, Raiz de Ayrá e Ilê Axé Ogunjá, Patrimônio Imaterial do Estado da Bahia. | ” |
| — IPAC, 2015, p. 21 | |   |